# Crusader: No Remorse
Crusader: No Remorse – gra akcji wydana w roku 1995 przez firmę Electronic Arts. Akcja gry rozgrywa się na Ziemi w XXII wieku. Głównym bohaterem w którego wciela się gracz jest tytułowy „Crusader” (pol. Krzyżowiec) – elitarny żołnierz Światowego Forum Ekonomicznego (ang. World Economic Forum – WEC) który postanawia pomóc w obaleniu totalitarnych rządów tej władającej całą planetą organizacji.

## Fabuła
Ze względu na recesje i kryzysy które nawiedzały świat w XX wieku narody rozpoczęły stopniowo łączyć się w ogromne konglomeraty. Ów proces wolnego scalania się zakończyła ogromna fuzja wszystkich krajów w Światowe Forum Ekonomiczne. Mimo powierzchniowo zachowanych demokratycznych standardów to nowo powstałe super-państwo szybko zmieniło się w oligarchię, w której wąska grupa wysoko zasiadających dygnitarzy realnie posiadło całą władzę a co za tym idzie także ogromne bogactwo. Wśród władających światem elit znaleźli się przede wszystkim prezydent Gauthier oraz przewodniczący Nathaniel Draygan. To ich decyzje skutecznie ograniczyły swobody obywatelskie oraz zamieniły wolną prasę w sprawnie działającą machinę propagandową pozostawiając tym samym społeczeństwo w przeświadczeniu że żyją w ogarniętej szczęściem i dobrobytem utopii. W realiach państwa totalitarnego siły militarne stały się niezwykle ważne do bezlitosnej walki z wszelkimi objawami sprzeciwu wobec władzy.
Wkrótce jednak jeden z oficerów WEC – Quentin Maxis zdradził, uciekając do podziemia rozpoczął działania przewrotowe, które dały początek Ruchowi Oporu. Ta tajna organizacja, mimo nieporównywalnie mniejszej siły militarnej, braku sprzętu, pieniędzy i ludzi stale prowadziła działania na rzecz obalenia reżimu. W szeregi rebeliantów weszli ci, którzy postanowili z różnych przyczyn walczyć przeciwko władzy – wśród nich byli żołnierze WEC (dezerterzy), dysydenci polityczni oraz zwykli kryminaliści.
Główny bohater Crusader: No Remorse jest jednym z tajemniczych elitarnych superżołnierzy WEC który odmawiając wykonania bezlitosnych rozkazów postanawia dołączyć do Ruchu Oporu. Tym samym włącza się do aktywnej walki przeciwko okrutnemu reżimowi.

## Opis
Gra wykorzystuje silnik Ultima VIII zapewniający grafikę SVGA oraz izomeryczny obraz. W trakcie rozgrywki zobaczyć można wiele scen filmowych które wprowadzają gracza w fabułę i świat gry oraz zapewniają możliwość konwersacji z innymi postaciami.
Crusader: No Remorse podzielona jest na misje, które przenoszą gracza w różne lokalizacje w celu wykonywania różnorakich zadań (takich jak infiltracja, zamach czy sabotaż). To właśnie dzięki temu gracz odwiedza miejsca takie jak: bazy wojskowe, fabryki oraz biura należące do WEC. Aby wykonać poszczególne zadania należy stawić czoła strażnikom, robotom oraz różnego rodzaju pułapkom oraz łamigłówkom. W trakcie rozgrywki istnieje możliwość przeszukiwania zwłok zabitych przeciwników oraz skrzyń i szafek w poszukiwaniu dodatkowej broni, amunicji lub kredytów za które można nabyć dodatkowy sprzęt. Realizmu dodaje także możliwość spotkania nieuzbrojonych cywilów. We wszystkich obszarach gry napotkać można rozbudowany system alarmowy, który aktywowany może być przez kamery, różne czujki oraz wszystkich napotkanych pracowników WEC. Po włączeniu alarmu aktywowane są dodatkowe systemy zabezpieczeń oraz przysyłane są dodatkowe oddziały ochrony. Crusader: No Remorse zapewnia szeroki wachlarz możliwości wpływania na środowisko gry, na przykład dzięki materiałom wybuchowym można zniszczyć niemal każdy element terenu. Wykorzystać można także sprzęt wroga do własnych celów np. poprzez zdalne sterowanie robotami lub działkami